# Analyseur de champ électromagnétique

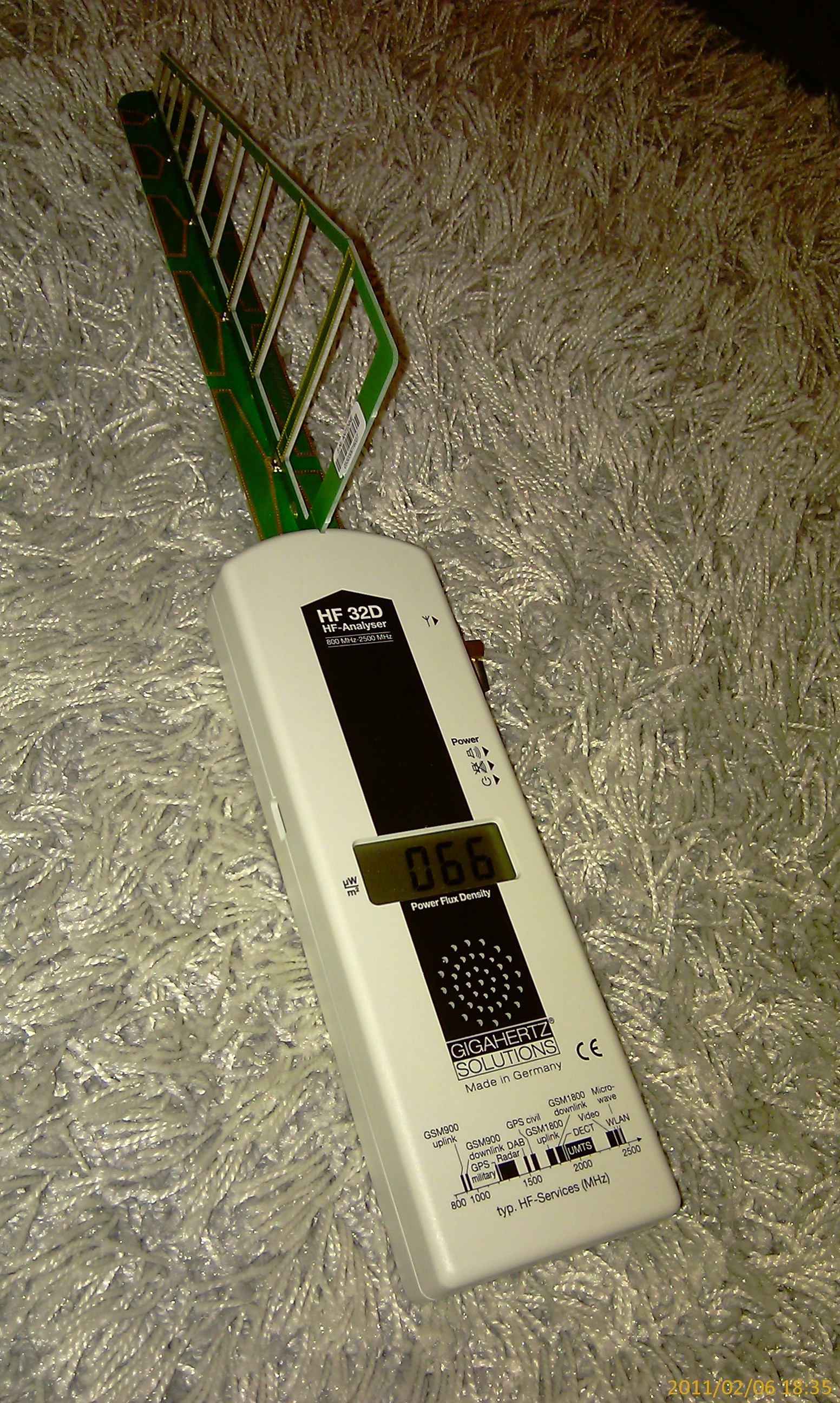
Analyseur de champ électromagnétique (800 MHz – 2500 MHz) de la société GigaHertz Solutions, modèle HF 32D.

Un analyseur de champ électromagnétique est un instrument de mesure regroupant deux capteurs :
- l'un sert à la mesure du champ électrique dans l'air (en V/m) ;
- l'autre sert à la mesure du champ magnétique (généralement en µT/m).

## Historique
L'électromètre capillaire (imaginé en 1874 par le physicien français Gabriel Lippmann) est utilisé avec succès pour la mesure électrique. L'électromètre capillaire peut être inséré dans le circuit d'un récepteur à cristal. Tube de verre en forme de trombone à colonne d'eau acidulée et de mercure. La hauteur du liquide (visible au microscope) varie en fonction de la tension électrique. La sensibilité de l'électromètre capillaire est de l'ordre du microvolt,.

## Applications
L'analyseur de champ électromagnétique est généralement utilisé pour :
- qualifier les appareils électroniques ou les ouvrages électriques par rapport aux normes de compatibilité électromagnétique ;
- la mesure de champ produit par une antenne radioélectrique ;
- le réglage d'antenne radioélectrique.